# Yenifarsak, Düziçi
Yenifarsak là một xã thuộc huyện Düziçi, tỉnh Osmaniye, Thổ Nhĩ Kỳ. Dân số thời điểm năm 2010 là 483 người.